# Bronisław Wildstein

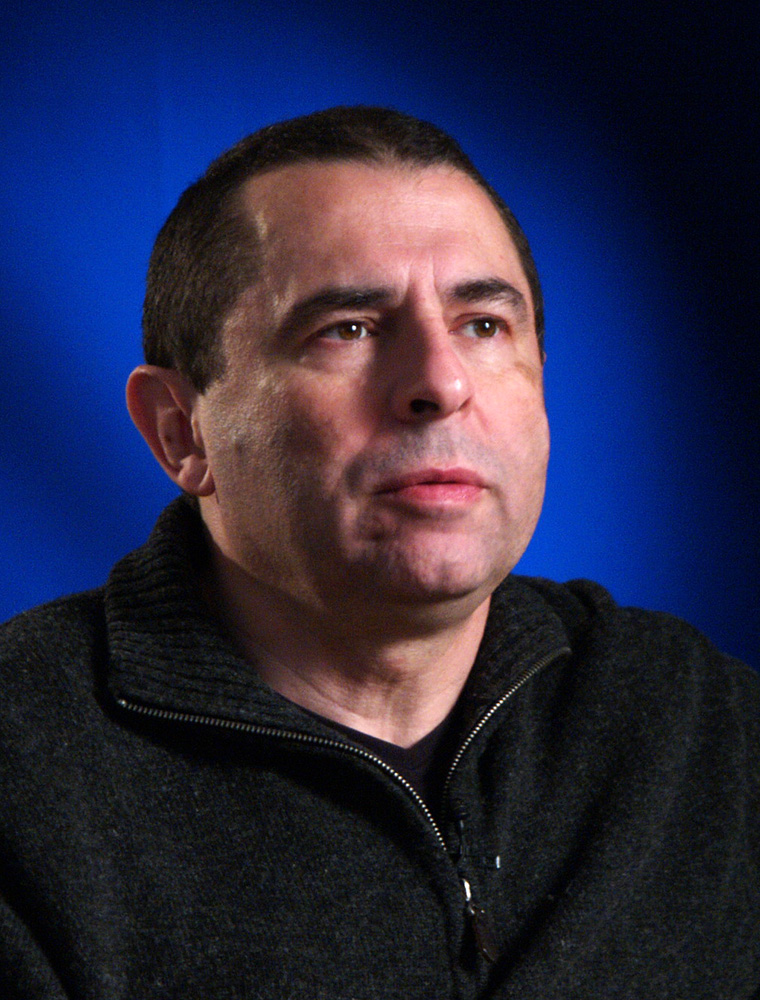
Bronisław Wildstein

Bronisław Wildstein (* 11. Juni 1952 in Olsztyn, Polen) ist ein ehemaliger polnischer Oppositioneller, Journalist und Schriftsteller. Vom 11. Mai 2006 bis zum 27. Februar 2007 war er Geschäftsführer von Polens öffentlich-rechtlichem Fernsehen Telewizja Polska.
Landesweit bekannt wurde er Ende Januar 2005, als er eine Liste mit den Namen von ehemaligen Mitarbeitern und Opfern des polnischen Stasi-Gegenstücks Służba Bezpieczeństwa (SB, „Sicherheitsdienst“), die ihm aus dem Institut für Nationales Gedenken zugespielt worden war, in Umlauf brachte.

## Leben
Wildstein studierte von 1971 bis 1980 polnische Philologie an der Jagiellonen-Universität in Krakau. In den 1970er Jahren war er Mitglied des oppositionellen Komitees zur Verteidigung der Arbeiter (KOR) und 1977 Mitbegründer des Krakauer Studentischen Solidaritätskomitees (Studencki Komitet Solidarności). Ab 1980 lebte er in Frankreich, wo er unter anderem als Redakteur der polnischen Monatszeitschrift Kontakt und als Korrespondent von Radio Free Europe arbeitete.
Nach der Absetzung des kommunistischen Regimes kehrte er nach Polen zurück und war von 1994 bis 1996 Mitarbeiter der traditionsreichen Warschauer Tageszeitung Życie Warszawy. Anschließend folgte er zunächst Tomasz Wołek als stellvertretender Chefredakteur (bis 1997) zur Tageszeitung Życie, ehe er fester Mitarbeiter der Tageszeitung Rzeczpospolita war.

## Wildstein und der Streit um die Lustration

### Hintergrund
In seinen Beiträgen und Büchern tritt Wildstein vehement für eine in Polen nach dem Ende des Kommunismus nicht erfolgte Abrechnung mit der kommunistischen Vergangenheit ein, insbesondere für eine Offenlegung aller Personen mit Kontakten zum damaligen Sicherheitsdienst SB.
Die so genannte Lustracja (d. i. Lustration) – d. h. eine Durchleuchtung von Personen des öffentlichen Lebens auf Kontakte zum kommunistischen Sicherheitsapparat – hatte bis dahin nur punktuell und wenig konsequent stattgefunden. Die Lustracja ist seit Ende des Kommunismus ein zentrales Thema der gesellschaftlichen Auseinandersetzungen zwischen zwei Lagern, die aus der ehemaligen demokratischen Opposition im KOR und der Solidarność hervorgegangen sind:
- Der linksliberale, intellektuelle Flügel, insbesondere vertreten durch Adam Michnik und dessen Gazeta Wyborcza, der größten polnischen Tageszeitung, befürworten eine gesellschaftliche Aussöhnung zwischen ehemaligen Funktionären und Gegnern der Volksrepublik, die auf einem Verzicht auf umfassende „Durchleuchtung“ und politische Rache beruhen soll. Diese Haltung wird auch mit dem Schlagwort vom „dicken Schlussstrich“ (gruba kreska) unter die Vergangenheit bezeichnet, das seinerzeit der erste nichtkommunistische Ministerpräsident Tadeusz Mazowiecki prägte.
- Der rechtskonservative Flügel kritisiert diese Position als versöhnlerisch und fordert eine konsequente Durchleuchtung aller vor 1972 geborenen Personen, die Führungspositionen in Politik, Wirtschaft oder Medien innehaben oder anstreben.

In der Auseinandersetzung um die „Durchleuchtung“ war Wildstein einer der prominentesten Gegner des „Schlussstrichs“. So trug er 2001 zur Enttarnung eines prominenten ehemaligen Informanten des polnischen Sicherheitsdiensts SB bei: Lesław Maleszka, früher ein enger Studienfreund Wildsteins, heute Mitarbeiter der linksliberalen Gazeta Wyborcza, observierte als IM „Ketman“ das Krakauer Studentische Solidaritätskomitee (Studencki Komitet Solidarności), das er selbst 1977 zusammen mit Wildstein und anderen gegründet hatte.

### Wildsteins Liste
Durch aktive Beteiligung Wildsteins erreichte der Streit um die Durchleuchtung schließlich Anfang 2005 einen Höhepunkt: Unter bisher nicht genau geklärten Umständen erhielt Wildstein aus dem Institut für Nationales Gedenken (IPN), das – analog der deutschen Gauck-Behörde – auch die Aktenbestände des kommunistischen Sicherheitsdienstes verwaltet, eine Inventarliste mit den Namen von 162.617 Personen, über die im IPN eine Akte (polnisch teczka) aus den Beständen des kommunistischen Apparates vorhanden ist.
Wildstein brachte die Daten auf CD-ROM in die Redaktion seines Arbeitgebers Rzeczpospolita und verteilte sie anschließend an befreundete Journalisten, woraufhin sie wenig später über Privatpersonen auch im Internet veröffentlicht wurden und dort abrufbar sind.
Die öffentliche Debatte begann, als die Gazeta Wyborcza am 29. Januar 2005 die Entwendung und Verbreitung der als „Wildsteins Liste“ bezeichneten Daten öffentlich machte und kritisierte. Für Irritationen sorgte, dass die (unvollständige) Liste ausschließlich Namen von Personen enthält, über die eine Akte vorhanden ist, jedoch keinerlei Angaben darüber, ob es sich um ständige oder gelegentliche Mitarbeiter oder um Opfer handelt. Erschwerend kommt hinzu, dass die Praxis totalitärer Apparate eine faktisch und ethisch einwandfreie nachträgliche Unterscheidung von Tätern und Opfern in vielen Fällen erschwert oder unmöglich macht. Weiterhin erschweren Namensgleichheiten den Umgang mit der Liste.
Wildstein selbst erklärte, er habe die Liste lediglich als Arbeitsinstrument für investigativen Journalismus an sich gebracht und weitergegeben. Inzwischen wird davon ausgegangen, dass er mit stillschweigendem Einverständnis oder aktiver Mithilfe von Mitarbeitern des IPN gehandelt hat.
Während einige im Vorgehen Wildsteins eine Ursache für ein Klima gegenseitiger Verdächtigung und eine Gefährdung des gesellschaftlichen Friedens sehen, betrachten es andere als einen mutigen Akt, der eine überfällige Auseinandersetzung mit der Vergangenheit erzwinge, die von kommunistischen Seilschaften in Politik und Wirtschaft sowie wertrelativistischen liberalen Meinungsführern in den Medien bisher verschleppt worden sei.
Am 31. Januar 2005 – zwei Tage, nachdem die Gazeta Wyborcza sein Vorgehen publik gemacht hatte – wurde Wildstein vom Chefredakteur der Rzeczpospolita entlassen; er sollte jedoch weiterhin als freier Mitarbeiter Beiträge verfassen dürfen. Mit diesem Schritt versuchte das Blatt sich von den Befürwortern der Durchleuchtung zu distanzieren und sich selbst aus der Debatte herauszuhalten. Vor dem Redaktionshaus versammelten sich hunderte Demonstranten zu Solidaritätskundgebungen. „Wir fürchten uns nicht vor der Wahrheit“ war auf ihren Transparenten zu lesen. Am folgenden Tag (1. Februar) bot das polnische Nachrichtenmagazin Wprost Wildstein einen Arbeitsplatz an und erklärte, es würde die Liste auch selbst veröffentlichen, wenn dies „technisch möglich“ sei. Für Wildstein sprachen sich auch zahlreiche andere Journalisten sowie Personen des öffentlichen Lebens aus, unter anderen Józef Glemp.

## Schriften
- Der Antikommunismus nach dem Kommunismus. In: Paweł Śpiewak (Hg.): Anti-Totalitarismus. Eine polnische Debatte. Suhrkamp, Frankfurt am Main 2003 (Reihe Denken und Wissen. Eine Polnische Bibliothek). ISBN 3-518-41484-4. S. 527–542.
- Das Camp der Auserwählten (Übersetzung Herbert Ulrich), LIT Verlag, Berlin – Münser – Wien – Zürich – London 2019, ISBN 978-3-643-14510-9.